# Galerie Steinek

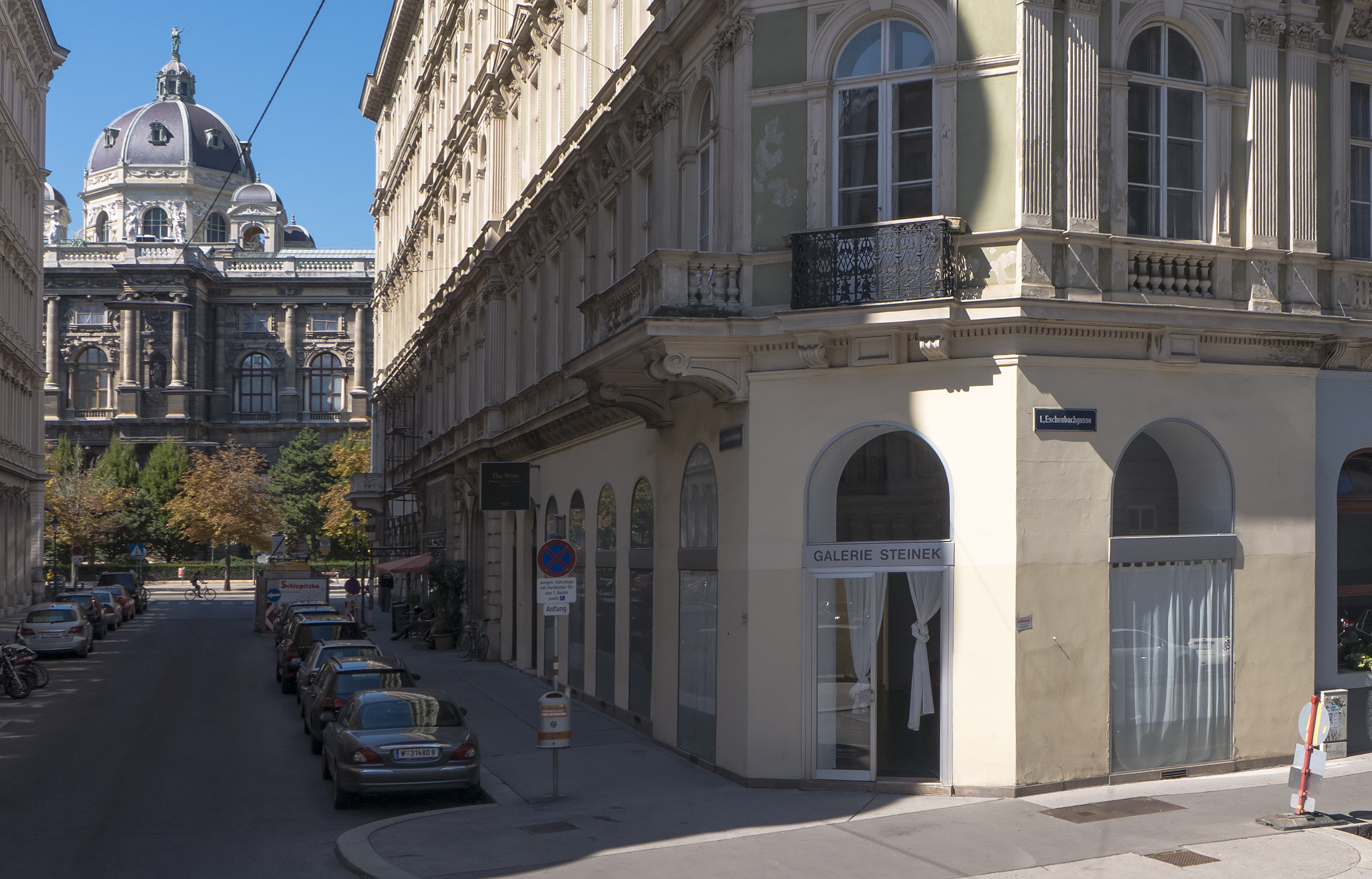
Galerie Steinek, im Hintergrund das KHM

Die Galerie  Steinek ist eine Galerie für zeitgenössische Kunst in Wien.

## Geschichte und Schaffen
Im Alter von 23 Jahren eröffnete Silvia Steinek gemeinsam mit ihrem Vater Heinrich Steinek 1982 in der Himmelpfortgasse die Galerie. Im Jahr 1990 kamen weitere Ausstellungsräume, bekannt als „Die Halle“ hinzu und seit 2006 befindet sich die Galerie an ihrem heutigen Standort in der  Eschenbachgasse.
Anfangs konzentrierte sich das Ausstellungsprogramm hauptsächlich auf Künstler aus der Generation von Arnulf Rainer, Dieter Roth oder Franz Ringel.
Die Galerie nimmt an gemeinsamen Projekten der Wiener Galerien wie etwa dem Gallery Weekend oder curated by_ teil. Seit ihrer Gründung nahm die Galerie Steinek an internationalen Messen wie der Art Brussels, der Art Basel, der Arco, der FIAC und der Viennafair teil.

## Künstler
Die von der Galerie Steinek vertretenen Künstler sind unter anderem die US-amerikanischen Künstler Robert Barry und Tony Oursler, sowie die zeitgenössischen österreichischen Künstler Ilse Haider, Gudrun Kampl, Julius Deutschbauer, Michaela Spiegel und Clemens Wolf.
In der Sparte der Fotografie vertritt die Galerie den Österreicher Matthias Herrmann und den chinesischen Künstler Rong Rong.